# Вокзал станции «Ояярви»
Вокзал станции «Ояярви» — памятник архитектуры. Современный адрес здания — Ленинградская область, Выборгский район, посёлок Ручьи, остановочный пункт Ояярви.
В начальный период эксплуатации железной дороги Выборг — Сортавала станция, как и все прочие промежуточные станции линии, была оборудована типовым деревянным вокзалом. К маю 2012 года вокзал в Ояярви остался единственным не перестроенным и не утраченным вокзалом этой серии.
Станция была введена в эксплуатацию 1 ноября 1893 года, вокзал 4 класса был построен в том же году. В 1943 году здание отремонтировали. В правом крыле здания даже после закрытия станции была расположена служебная квартира; в 2016—2017 годах обсуждалась идея разобрать здание и перенести его в экспозицию нового музея Российских железных дорог, но проект не был реализован.
На 2022 год у здания двускатная крыша с коньком, свесами на деревянных кобылках и треугольным фронтоном на восточном фасаде, фундамент и ступени крыльца гранитные. Чердак, украшенный лопатками, визуально отделён зубчатым поясом, окна оформлены наличниками, здание украшено стилизованными пилястрами с рельефными вставками. В подоконных простенках на первом этаже — прямоугольные филёнки, под окнами идёт декоративный реечный пояс.